# Urbadan
Urbadan (Urupadan) ist eine osttimoresische Siedlung im Suco Acubilitoho (Verwaltungsamt Lequidoe, Gemeinde Aileu).

## Geographie und Einrichtungen
Das Dorf Urbadan liegt mit seinem Zentrum und Westteil in der Aldeia Hautoho, in einer Meereshöhe von 1156 m. Der Ostteil befindet sich in der Aldeia Acumata. Durch den Norden führt eine besser ausgebaute Straße. Direkt westlich von Urbadan beginnt der Suco Namolesso, in dem an der Grenze die Siedlung Quiricae/Hautoho liegt. Folgt man der Straße nach Osten, ist die nächste Siedlung das Dorf Lebumetan im Suco Bereleu.
Im Zentrum von Urbadan steht eine Grundschule, im Osten befindet sich ein Wassertank.